# Kvantni skok (televizijska serija)
Kvantni skok (eng. Quantum Leap) je američka znanstveno fantastična televizijska serija koja se prikazuje na kanalu NBC od 19. rujna 2022.. Autori serije su Steven Lilien i Bryan Wynbrandt. Serija je ponovno oživljavanje (revival) originalne serije Quantum Leap, koju je stvorio Donald P. Bellisario a prikazivala se od 1989. do 1993. godine. NBC je 5. travnja 2024. otkazao seriju nakon dvije sezone.
U Hrvatskoj serija se prikazuje na kanalu Star od 6. veljače 2024.

## Radnja
Prošlo je 30 godina otkako je dr. Sam Beckett nestao u akceleratoru Kvantni skok (Quantum Leap). Projekt Kvantni skok ponovno je pokrenut s novim timom koji pokušava riješiti probleme koje Beckett i njegov stroj nisu riješili. Iz nepoznatih razloga, dr. Ben Song, fizičar koji vodi novi projekt, učitao je novi programski kod u sustave projekta i koristio nadograđeni akcelerator za povratak u prošlost. Gubi se u prošlosti baš kao i Beckett, živi tuđe živote i mijenja povijest u nadi da će se vratiti u sadašnjost. Addison Augustine, asistentica projekta, koja je ujedno i Benova djevojka, djeluje kao veza s projektom, pojavljujući mu se kao hologram koji samo on može vidjeti i čuti, baš kao što je to učinila za Beckett Al Calavicci, promatračicu izvornog projekta.

## Glumačka postava

### Glavni likovi
- Raymond Lee kao Ben Song, fizičar koji radi na Kvantnom skoku, zapne u prošlosti, skačući u tijela različitih ljudi, a istovremeno ima djelomičnu amneziju o svom identitetu zbog "skoka".
- Caitlin Bassett kao Addison Augustine, Benova djevojka i "promatrač", koja mu pomaže saznati što treba učiniti da "skoči". Novi projekt je bio namjenjem njoj i to da ona bude skakačica.
- Mason Alexander Park kao Ian Wright, glavni arhitekt umjetne inteligencije u Kvantnom skoku.
- Nanrisa Lee kao Jenn Chou, šef osiguranja u Kvantnom skoku.
- Ernie Hudson kao Herbert "Magic" Williams, voditelj projekta putovanja kroz vrijeme Kvantni skok i veteran Vijetnamskog rata.
- Eliza Taylor kao Hannah Carson, u početku je radila kao konobarica u Meksiku 1949. godine, bila je stručnjak za fiziku i napravila je još jedan skok 1955. u Sveučilište Princeton.
- Peter Gadiot kao Tom Westfall, američki vojni obavještavalac, bivši pripadnik specijalnih snaga, i Addisonova nova ljubavna simpatija.

### Sporedni likovi
- Susan Diol kao Beth Calavicci, supruga Al Calaviccija iz prethodne serije.
- Georgina Reilly kao Janis Calavicci, kći Al Calaviccija iz prethodne serije.
- Walter Perez kao Richard Martinez/Leaper X.
- Alice Kremelberg kao Rachel, Ianova djevojka.

## Pregled serije
| Sezone | Sezone | Epizode | SAD prikazivanje   | SAD prikazivanje  | Hrvatsko prikazivanje | Hrvatsko prikazivanje |
| Sezone | Sezone | Epizode | Premijera          | Finale            | Premijera             | Finale                |
| ------ | ------ | ------- | ------------------ | ----------------- | --------------------- | --------------------- |
|        | 1.     | 18      | 19. rujna 2022.    | 3. travnja 2023.  | 6. veljače 2024.      | 3. travnja 2024.      |
|        | 2.     | 13      | 4. listopada 2023. | 20. veljače 2024. | 17. srpnja 2024.      | još traje             |

### Prva sezona (2022./23.)
| Ep. u seriji | Ep. u sezoni | Naslov                        | Pojedinosti o skoku (ime, datum i lokacija) | Datum prikazivanja                    |
| ------------ | ------------ | ----------------------------- | --- | ------------------------------------- |
| 1            | 1            | "July 13th, 1985"             | Nick Rounder/Matt Shaw 13. srpnja 1985. Philadelphia, Pennsylvania | 19. rujna 2022. 6. veljače 2024.      |
| 2            | 2            | "Atlantis"                    | David Tamura 7. ožujka 1998. Space Shuttle Atlantis | 26. rujna 2022. 7. veljače 2024.      |
| 3            | 3            | "Somebody Up There Likes Ben" | Danny "Youngblood" Hill 2. listopada 1977. Las Vegas, Nevada | 3. listopada 2022. 13. veljače 2024.  |
| 4            | 4            | "A Decent Proposal"           | Eva Sandoval 29. srpnja 1981. Los Angeles, Kalifornija | 10. listopada 2022. 14. veljače 2024. |
| 5            | 5            | "Salvation or Bust"           | Diego de la Cruz 1879. Salvation, Kalifornija | 17. listopada 2022. 20. veljače 2024. |
| 6            | 6            | "What a Disaster!"            | John Harvey 17. listopada 1989. San Francisco, Kalifornija | 24. listopada 2022. 21. veljače 2024. |
| 7            | 7            | "O Ye of Little Faith"        | Father James Davenport 31. listopada 1934. Coventon, Maryland | 31. listopada 2022. 27. veljače 2024. |
| 8            | 8            | "Stand by Ben"                | Ben Winters 10. srpnja 1996. Lassen County, Kalifornija | 7. studenoga 2022. 28. veljače 2024.  |
| 9            | 9            | "Fellow Travelers"            | Jack Armstrong 24. travnja 1979. Chicago, Illinois | 2. siječnja 2023. 5. ožujka 2024.     |
| 10           | 10           | "Paging Dr. Song"             | Dr. Alexandra Tomkinson 1994. Seattle, Washington | 9. siječnja 2023. 6. ožujka 2024.     |
| 11           | 11           | "Leap. Die. Repeat."          | Colonel Jack Parker, Eugene Wagner, Mallory Yang, Dr. Edwin Woolsey, Moe Murphy 12 rujna 1962. Fort Worth, Teksas | 30. siječnja 2023. 12. ožujka 2024.   |
| 12           | 12           | "Let Them Play"               | Carlos Mendéz 2012. Los Angeles, Kalifornija | 6. veljače 2023. 13. ožujka 2024.     |
| 13           | 13           | "Family Style"                | Kamini Prasad Rujan 2009. Portland, Oregon | 27. veljače 2023. 19. ožujka 2024.    |
| 14           | 14           | "S.O.S."                      | Commander Rossi 2. svibnja 1989. U.S.S. Montana, Južno kinesko more | 6. ožujka 2023. 20. ožujka 2024.      |
| 15           | 15           | "Ben Song for the Defense"    | Aleyda Ramirez 1985. Queens, New York | 13. ožujka 2023. 26. ožujka 2024.     |
| 16           | 16           | "Ben, Interrupted"            | Liam O'Connor 1954. Georges Island, Boston, Massachusetts | 20. ožujka 2023. 27. ožujka 2024.     |
| 17           | 17           | "The Friendly Skies"          | Lois Mitchell 5. kolovoza 1971. Transglobal Airlines Let 349, preko Atlantskog oceana | 27. ožujka 2023. 2. travnja 2024.     |
| 18           | 18           | "Judgment Day"                | ● 2051. – Los Angeles, Kalifornija ● Ben Song – 2018. – Los Angeles, Kalifornija ● Liam O'Connor – 1954. – Boston, Massachusetts ● Commander Rossi–2 svibnja 1989. – U.S.S. Montana ● Diego de la Cruz – 1879. Salvation, Kalifornija | 3. travnja 2023. 3. travnja 2024.     |

### Druga sezona (2023./24.)
| Ep. u seriji | Ep. u sezoni | Naslov                   | Pojedinosti o skoku (ime, datum i lokacija)                   | Datum prikazivanja SAD                 |
| ------------ | ------------ | ------------------------ | ------------------------------------------------------------- | -------------------------------------- |
| 19           | 1            | "This Took Too Long!"    | Perez 1978. Rusija                                            | 4. listopada 2023. 17. srpnja 2024.    |
| 20           | 2            | "Ben & Teller"           | Lorena Chaves 9. svibnja 1986. Tucson, Arizona                | 11. listopada 2023. 24. srpnja 2024.   |
| 21           | 3            | "Closure Encounters"     | Robert Cook 1949. Starlight, New Mexico                       | 18. listopada 2023. 31. srpnja 2024.   |
| 22           | 4            | "The Lonely Hearts Club" | Summer Walsh 4. travnja 2000. Los Angeles, Kalifornija        | 25. listopada 2023. 7. kolovoza 2024.  |
| 23           | 5            | "One Night in Koreatown" | Daniel Park 29. travnja 1992. Los Angeles, Kalifornija        | 1. studenoga 2023. 14. kolovoza 2024.  |
| 24           | 6            | "Secret History"         | Professor Henry McCoy 15. svibnja 1955. Princeton, New Jersey | 15. studenoga 2023. 21. kolovoza 2024. |
| 25           | 7            | "A Kind of Magic"        | Elizabeth Bleeker 25. rujna 1692. Middletowne, Massachusetts  | 6. prosinca 2023. 28. kolovoza 2024.   |
| 26           | 8            | "Nomads"                 | Michael Allison Svibanj 1961. Kairo, Egipat                   | 13. prosinca 2023.                     |
| 27           | 9            | "Off the Cuff"           | Nick Peterson 10. travnja 1970. Trenton, New Jersey           | 30. siječnja 2024.                     |
| 28           | 10           | "The Family Treasure"    | Nadia Malek 1953. Meksiko                                     | 6. veljače 2024.                       |
| 29           | 11           | "The Outsider"           | Brian Conway 1982. Denver, Colorado                           | 13. veljače 2024.                      |
| 30           | 12           | "As the World Burns"     | Otis Burton 1974. Baltimore, Maryland                         | 20. veljače 2024.                      |
| 31           | 13           | "Against Time"           | Rick Jarrett, Jr. 1976. Sonoma, Kalifornija                   | 20. veljače 2024.                      |

## Produkcija
U rujnu 2021. godine Scott Bakula, koji je u seriji iz 1989. glumio glavnog lika Sama Becketta, nagovijestio je da se razmatra ponovno pokretanje serije, a kreator Donald P. Bellisario vratio se u nekom svojstvu. NBC je u siječnju 2022. naručio pilot epizodu s namjerom da pisci Steven Lilien i Bryan Wynbrandt služe kao voditelji s izvršnim producentom Martinom Gerom i originalnom producenticom i spisateljicom Deborah Pratt. Helen Shaver angažirana je za režiju pilot epizode, a također i kao izvršna producentica. NBC je naručio ponovo pokretanje s cijelom sezonom u svibnju nakon što je vidio pilot epizodu.
Nakon što su dobili narudžbu za cijelu sezonu, Aadrita Mukerji i Dean Georgaris pridružili su se kao dodatni izvršni producenti, a Gero je preuzeo ulogu showrunnera, dok su Lilien i Wynbrandt ostali izvršni producenti. Novu pilot epizodu režirao je Thor Freudenthal, a napisali Lilien i Wynbrandt, a originalna epizoda trebala bi se emitirati kasnije u sezoni. Odluka da se ne pokrene ponovo pokretanje s izvornom prvom epizodom sezone donesena je kako bi se publici pružio bolji uvod u seriju, a pomaknuta je kao šesta epizoda s nekim dodatnim snimkama za kontekst.
U rujnu 2022. godine Bakula je potvrdio da su ga producenti zamolili da ponovi svoju ulogu Sama Becketta, ali je na kraju odlučio ne sudjelovati u novoj seriji, navodeći to u izjavi na Instagramu, „Budući da mi je serija uvijek bila posebno draga mom srcu, bila je i vrlo teška odluka napustiti projekt“.
Nakon emitiranja prve tri epizode, NBC je naručio šest dodatnih epizoda za prvu sezonu, čime je ukupan broj porastao na 18 epizoda. NBC je 12. prosinca 2022. obnovio seriju za drugu sezonu, koja je snimljena prije početka štrajkova Udruženja pisaca Amerike i SAG-AFTRA-e 2023. godine, a premijerno je prikazana 4. listopada iste godine. U početku se sastojala od 13 epizoda (s mogućnošću dodavanja više), druga sezona je krenula u proizvodnju odmah nakon završetka prve sezone, bez prekida između. NBC je 5. travnja 2024. otkazao seriju nakon dvije sezone.

## Vanjske poveznice
- Službena stranica na NBC-u
- Službena stranica na STAR Channel-u
- Kvantni skok u internetskoj bazi filmova IMDb-a